# Norma lingüística
A la lingüística moderna, el concepte de norma lingüística va prendre força a partir de la dicotomia saussuriana entre llengua i parla i fou elaborat per lingüistes estructuralistes com Hjelmslev i Coseriu, els quals l'entengueren com la part del sistema de la llengua que és sentida com a comuna per la majoria de parlants.
En lingüística, les normes d'ús d'una llengua estan constituïdes per l'ortografia i la gramàtica. En un sentit més ampli, en concret sociològic, la norma lingüística també hauria de considerar l'adequació funcional del missatges lingüístics. Les normes lingüístiques són producte d'una convenció i d'un determinat moment històric. Com a tals, divergeixen entre llengües i poden variar al llarg del temps. No són immanents a la naturalesa de les llengües, però per tal que tinguin eficàcia i acceptació socials sí que hi han de ser coherents i solidàries amb el context cultural en què s'emmarquen. Com totes les normes, són producte d'un consens socials sense el qual no tindrien cap mena de validesa ni eficàcia. Així doncs, en qualsevol norma lingüística cal tenir en compte l'element de gramaticabilitat (coherència sistèmica) i el d'acceptació (viabilitat de l'ús social). En el cas del català, la normativització, és a dir, el procés a través del qual s'estableixen els criteris bàsics i comuns d'utilització de la llengua oral i escrita i són acceptats socialment, es va dur a terme a partir del 1907 gràcies a l'obra de Pompeu Fabra i la Secció Filològica de l'Institut d'Estudis Catalans. D'acord amb el Diccionari de l'Institut d'Estudis Catalans, la norma lingüística és un "precepte referit al bon ús fonètic, morfològic, sintàctic, etc., d'una llengua segons la gramàtica normativa".